# Hercostomus elongatus
Hercostomus elongatus är en tvåvingeart som beskrevs av Becker 1922. Hercostomus elongatus ingår i släktet Hercostomus och familjen styltflugor. Inga underarter finns listade i Catalogue of Life.